# Colias hecla
The Northern Clouded Yellow or Hecla Sulphur (Colias hecla) là một loài bướm thuộc họ Pieridae. In châu Âu, Nó được tìm thấy ở the northern part of Na Uy, Thuỵ Điển và Phần Lan up to heights of 900 m. It is also found in Greenland, Alaska, the Northwest Territories, Yukon, Quebec, Labrador, Manitoba, the Chukot region, East Chukotka and the Far East.
Sải cánh dài 36–46 mm. Chúng bay in tháng 6 đến tháng 8 tùy theo địa điểm.
Ấu trùng ăn Astragalus species, bao gồm Astragalus frigidus and Astragalus alpinus cũng như Trifolium repens.

## Phụ loài
- Colias hecla hecla (Greenland)

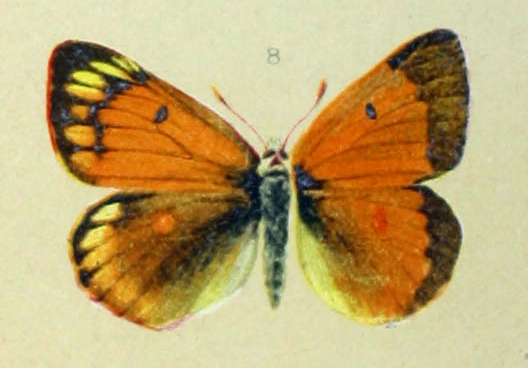
Colias hecla sulitelma

- Colias hecla glacialis (Alaska and the Northwest Territories, Yukon, Quebec, Labrador)
- Colias hecla hela (Manitoba, Northwest Territories)
- Colias hecla aquilonaris or Colias hecla orientis (Chukot region, Far East)
- Colias hecla sulitelma (Scandinavia, northwestern Siberia)
- Colias hecla zamolodchikovi (East Chukotka)

Colias hecla sulitelma is sometimes treated as a separate species Colias sulitelma. If that is the case, Colias hecla zamolodchikovi is considered a subspecies of Colias sulitelma, named Colias sulitelma zamolodchikovi.
Furthermore, Colias canadensis is sometimes treated as a subspecies of Colias hecla, named Colias hecla canadensis.